# La Gazette du Val-d'Oise
 (janvier 2015).
La Gazette du Val-d'Oise est un hebdomadaire d'informations générales né en 1967 qui couvre l'ensemble du département du Val-d'Oise.

## Historique
C'est l'imprimeur René Caron qui crée ce titre qui noue rapidement des liens avec un autre journal pontoisien, L'Avenir. Dès lors, le groupement économique L'Avenir-Gazette est né. Mais dans les années soixante-dix, en proie à des difficultés économiques, L'Avenir-Gazette est racheté par son concurrent L'Écho-Le Régional. Le fils de René Caron, Richard, ne se résout pas à cette vente[Interprétation personnelle ?] et lance en 1975 La Gazette du Val d'Oise.
En 1979, le titre lance une radio, Radio Val-d'Oise, et l'année suivante crée le premier journal gratuit du Val-d'Oise : La Gazette Télex. Richard Caron décède en 1983, et La Gazette placée en redressement judiciaire. Le journal est repris par Claudine Caron, la veuve de Richard.
Les affaires repartent[Interprétation personnelle ?], mais en 1990, Avenir Havas Hebdos rachète La Gazette. Le titre passera ensuite entre les mains du groupe Hersant en 1997, puis du groupe Dassault en 2000, avant d'être racheté en janvier 2006 par le groupe Publihebdos, premier groupe français de presse hebdomadaire régionale. Son directeur de publication est Francis Gaunand et son éditeur-délégué est Julien Ducouret. Le journal est habilité pour la publication des annonces légales du département du Val-d'Oise.